# 大白鯊 (電視劇)
《大白鯊》（英語：Jaws），是香港麗的電視製作的劇集，由麥當雄及劉嘉豪共同監製，此亦是後者入行以來首次監製的劇集。該劇集於1979年11月6日起在「麗的劇場」時段首播，共78集，講述兩個家庭之子女因著父輩爭奪產業的自私行為，而在感情和事業上互相糾纏，繼而引發種種衝突，最終兩家人反目成仇，水火不容。而主角伍衛國飾演的「周天銘」經歷家道中落、感情失去之後，為求重振家聲，不惜一切向上爬起，像大白鯊一樣反噬對手。
該劇集是麗的1978年10月節目改革及麥當雄當上麗的一台節目總監以來其中一部超過60集的長篇劇集，抗衡當時競爭對手無綫電視正在播放的「翡翠劇場」《網中人》和《歡樂今宵》。劇中含有不少1975年美國同名驚悚電影之致敬元素，不單一度在劇中加插主角與大白鯊搏鬥的劇情，還跟前者使用一樣的中、英名稱，劇組更向環球影業提出借用道具鯊魚的要求。不過此舉卻一度引起環球不滿，要求麗的更改劇名，惟事件不了了之，麗的仍按原定劇名播出。

## 故事情節
蕭柏齡（盧敦飾）與周覺彬（鮑漢琳飾）本為好友，而且雙方之子女周天銘（伍衛國飾）與蕭振邦（劉緯民飾）、蕭慧賢（張瑪莉飾）兩兄妹感情甚篤，但柏齡因一直記恨覺彬在少年時代搶去自己的初戀，以致長大後柏齡趁周家的生意遇到問題的時候，便故意出招侵佔周家的產業。天銘眼見家庭產業遭到侵吞而導致的巨大改變，只能自食其力並努力拓展自己剛建立的事業，並且無暇理會自己的感情，以致其初戀女友朱淑莊（李影飾）都遭到忽視。在這個時候，振邦竟然藉機向淑莊伸出援手，二人陷入熱戀，之後更加提出婚事，天銘因為自己女友被搶去，所以對蕭家愈加憎恨。另一方面，慧賢始終鍾愛認識多時的天銘，對馬卓漢（曾江飾）熱烈追求置之不理，並對後者若即若離，甚少接觸。覺彬與柏齡關係已達至臨界點，最終引起激烈衝突，爭執時覺彬心臟病發而不幸病逝。天銘見父親被蕭家害死，而且淑莊已經離開自己及嫁予情敵振邦，於是下定決心，為家庭和為自己報仇，不單答應慧賢婚事，藉此利用慧賢反擊蕭家，而且透過姻親關係取得蕭家產業。往後天銘如其所願，成功入主蕭家生意，又領回原本屬於周家的資產，周家聲威得以恢復，不過此舉令到天銘被復仇二字沖昏頭腦，他不單變成卑鄙自私、做事沒有底線的人，其過多的報復行為還要令蕭家陷入家破人亡的境地……

## 主要角色
- 伍衛國 飾 周天銘
- 劉緯民 飾 蕭振邦
- 李影 飾 朱淑莊
- 張瑪莉 飾 蕭慧賢
- 盧敦 飾 蕭柏齡
- 鮑漢琳 飾 周覺彬
- 曾江 飾 馬卓漢
- 苗金鳳 飾 范翠蓮
- 吳回 飾 朱日清
- 楊澤霖 飾 朱尙家
- 熊德誠 飾 章建忠
- 黎萱 飾 甘太
- 邵音音 飾 甘珮
- 梁盛子 飾 甘欣欣
- 王宇凰 飾 朱淑玲
- 陸柱石 飾 蕭振業
- 馮琳 飾 馬太
- 李彪 飾 金寶
- 阮惠熊 飾 阿寶

## 製作
麗的電視在1978年開始，針對當時競爭對手無綫電視在平日晚上九時播放的綜藝節目《歡樂今宵》，開始在這個時段安排長篇劇集吸引觀眾，其中《鱷魚淚》、《變色龍》、《奇女子》等寫實劇集皆取得高收視及口碑。麗的為此繼續沿此製作路線，推出這類時裝電視劇。自該年10月15日麗的節目改革及麥當雄當上麗的一台節目總監以來，他更擔任多部劇集的監製，在他的領導下，更針對無綫的弱點持續作出攻擊，翌年年中開拍的《大白鯊》就是其中之一。
該劇集由麗的以邊拍邊播模式進行整個製作，由麥當雄和當時使用本名「劉嘉豪」的劉家豪共同監製，編導為梅小青，製作統籌為樂易玲，左几創作劇集故事及擔任編審，作家沈西城是節目籌劃，也是他加入麗的後的首部主理劇集。伍衛國獲飾演劇中主角「周天銘」，一向衣著隨便的他曾表示在劇中需要以筆挺西裝示人，會予人一種新形象。 至於李影獲飾演「朱淑莊」，自言雖然要一部劇集接一部劇集拍下去，而且擔任重要角色令她非常忙碌，但感到公司倚重自己，樂於滿足現狀。至於同名主題曲《大白鯊》，由伍衛國主唱，本來由一間叫「利安唱片」的公司包辦，可是該公司現況不明，而該歌曲往後並未收錄在任何專輯內。
為宣傳該劇集，劇組於10月27日至29日一連三日舉行「射鯊魚巨獎活動」，邀請潛水會會員等九人到大鵬灣及塔門附近海域搜索鯊魚，並將當日拍攝之鯊魚動態紀錄片，安排在之後的《貓頭鷹時間》時段內播放。另外，麗的更在首播前周末即11月3至4日假座尖沙咀新世界中心舉行「大白鯊展覽會」，除了展出活生生的小型真鯊魚和鯊魚標本，亦不惜工本將鯊魚骨和鯊魚牙製作成裝飾品並賣給訪客。11月4日正午，在九龍塘廣播道麗的總台舉行試映會，邀請劉家豪、左几、梅小青等幕後人士，及李影、曾江、張瑪莉等演員出席。
據左几表示，劇集之所以取名為《大白鯊》，是因為人類有如大白鯊一樣有著好勇鬥狠、自相殘殺的本性，所以就透過劇中人物的爾虞我詐，物競天擇的情形展現出來。事實上該劇集的中、英文名稱，與1975年由執導的美國驚悚電影一模一樣，標誌也是相近，劇中亦含有不少後者之致敬元素，例如曾江和王宇凰出海狩獵鯊魚，及伍衛國在海上與大白鯊搏鬥的劇情，劇組為求逼真，還向電影的製片商環球影業提出借用道具鯊魚的要求。可是由於「大白鯊」和「Jaws」這兩個名稱，早於1976年3月26日電影在香港正式公映時已經被環球影業註冊，故此麗的借用道具的請求意外引起了雙方之間的版權爭議，環球在追查之後向麗的發出警告信，要求麗的不得使用此中、英文名。只是此爭議往後未見傳媒繼續跟進，而麗的在11月6日劇集首播當天能夠沿用原有劇名，不至於成為同年9月《俠盜風流》更名事件的翻版，不過獵鯊和及搏鬥大白鯊的劇情卻被刪去，只在部分集數的片尾放置大白鯊手繪畫作。

## 播映
該劇集本來定於1979年11月5日（星期一）起晚上九時正在麗的一台播映，該台另一劇集《天龍訣》則繼續在晚上八時播出，形成黃金時段雙線劇集發展，同時抗衡無綫電視正在播放的「翡翠劇場」《網中人》和《歡樂今宵》。不過無綫卻先發制人，安排梁醒波等藝員北上廣州市訪問即將復出的紅線女，並將訪問和表演片段剪輯成「紅線女專輯」，放在翡翠台11月5日晚九時《歡樂今宵》時段內播放，為此麗的決定將劇集延後一晚至翌日（11月6日星期二）播放，原來的時段改播《新變色龍》大結局（原定11月3日星期六晚播放）。至於11月4日為宣傳劇集的維多利亞港水怪出沒活動，亦因節目調動而取消。無綫在麗的作節目調動之後，又安排在《大白鯊》首播當日，臨時加插中國京劇院（今中國國家京劇院）四團在香港演出的京劇《楊門女將》，同樣在《歡樂今宵》時段播出，作為對麗的的反擊，同時可以逼令麗的與其正面交鋒。
該劇集在播出之後觀眾反應平平，據《工商晚報》專欄作者「悠悠」綜述，該劇集開頭還能清楚交代出場人物，同時能夠鮮明展現人物性格。這位作者表示該劇集原先有望挑戰無綫同類型劇集《網中人》的收視，可是雷聲大雨點小之下期望落空，《網中人》仍然維持高收視。在節目播畢之際，此人還批評劇情牽強、拖泥帶水，而且公式俗套，情況有如大白鯊不單未能咬破魚網，反而被魚網「緊緊纏住，幾乎窒息而死」。該劇集到翌年2月1日（星期五）播完最後一集，而《怒劍鳴》在2月4日起則移到九點檔期繼續播放，而遺下的八點檔期空缺，則由新劇集《浮生六劫》來填補。相比《鱷魚淚》、《變色龍》等其他同期長編劇集，該劇集甚少獲麗的／亞視重播，最近的一次重播已經是2003年清晨時段。2015年亞視陷入財困，該劇集的香港及海外播映權連同其他麗的時期劇集由無綫買下，無綫其後將整套劇集上載至旗下的myTV SUPER點播區內，供付費會員觀賞。直至2023年12月14日無線電視把劇集放在80黄金翡翠台逢星期一至五毎日毎集播放四次。

## 外部連結
- 大白鯊 （页面存档备份，存于），myTV SUPER